# Voiture DEV AO

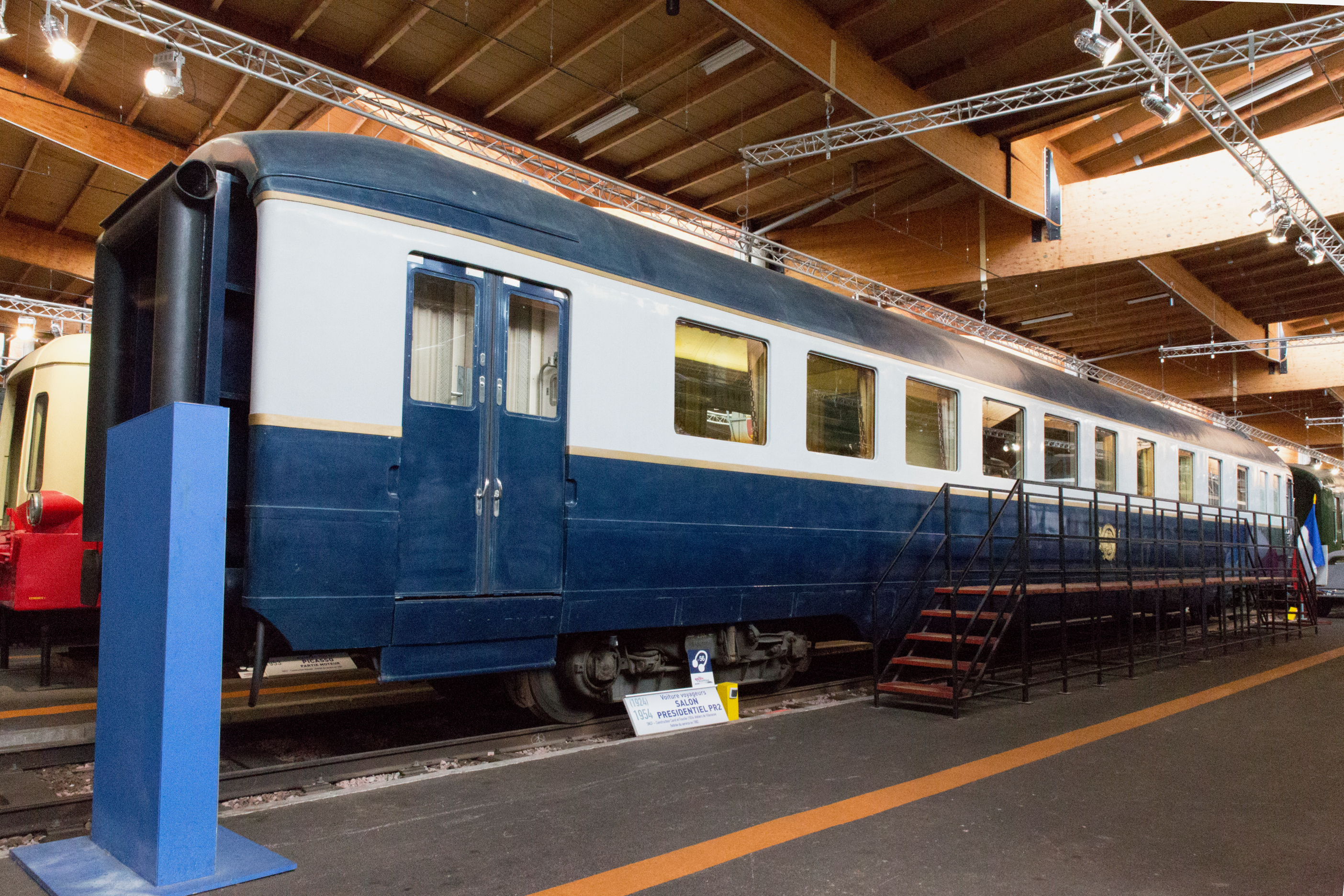
La voiture présidentielle PR2 est une voiture DEV AO modifiée pour les voyages du président de la république.

Les voitures DEV en acier ordinaire (DEV AO) sont des voitures de chemin de fer françaises mises en service après la guerre destinées aux trains à long parcours.

## Les DEV AO de la SNCF
La voiture DEV AO résulte d'études menées dès 1938, pour la fourniture de voitures grandes lignes unifiées, sans possibilité de les mettre en service du fait du début de la Seconde Guerre mondiale. Au sortir de la guerre la division des études des voitures (DEV) sous la direction de M. Forestier, qui donne son nom à la série, reprend le projet qui aboutit en 1946 à une voiture unifiée pour les grandes lignes, afin de remplacer le matériel détruit et les séries disparates issues des anciennes compagnies. La période de la guerre a été mise à profit pour rechercher un allègement des voitures sans sacrifier la sécurité.
Après la sortie de la variante des DEV Inox, on ajoute AO (acier ordinaire) à leur nom.
Prévues pour les trains express, après que la SNCF eut décidé une augmentation de la vitesse, elles sont dotées d'un bas de caisse caréné pour gagner en aérodynamisme, qui leur donne un aspect lourd et pataud. Ce dispositif est cependant rapidement déposé au droit des bogies, ou en totalité, parce qu'il rendait la surveillance des organes de roulement trop difficile. C'est pourtant ce carénage qui fait que six d'entre elles sont choisies pour participer aux tentatives de records du monde des 28 et 29 mars 1955[réf. nécessaire].
Pour réduire la résistance à l'avancement, les ingénieurs de la DEV réduisent au maximum les saillies : portes dans le prolongement des caisses, emmarchement masqué par un tablier mobile, faces latérales se prolongeant au-delà des dossiers pour limiter au maximum l'espace entre deux voitures.
Les premières séries sont dites courtes, avec une longueur hors-tout de 23,344 m, mais les suivantes sont rallongées, avec une longueur hors-tout de 25,094 m, à la suite des études des ingénieurs allemands de la Deutsche Bundesbahn qui avaient réalisé des voitures de 26,400 m. Les séries sont données par l'année de la commande avec :
pour les DEV AO courtes :
- la tranche U46
- la tranche U48
- la tranche U50
- la tranche U52
- la tranche U53
- la tranche U54
- et une partie de la tranche U55

et pour les DEV AO longues :
- la tranche U55
- la tranche U56
- la tranche U57
- la tranche U58
- et la tranche U59

Entre les premières livraisons de la tranche U46 et les dernières de la tranche U59, on arrive à un total de 1595 voitures construites.
Les diagrammes d'aménagement retenus furent, dans l'ordre d'apparition, du type :
- pour les DEV AO courtes : A2¹/²B6, C10, B9c9, A3B5, B8, A8 et B10
- pour les DEV AO longues : B10c10, A9 et A4c4B5c5

Il exista une C10c10 dans la tranche U48 qui était un prototype à toiture haute préfigurant les voitures UIC couchettes.
Au fil des années, et plus particulièrement le 3 juin 1956 avec la suppression de la 3e classe, les voitures connurent des changements de diagrammes qui se traduisirent par le changement de l'aménagement (couleur et disposition des compartiments) et par une nouvelle immatriculation, ainsi on observa :
- des A2¹/²B6 devenir des A8¹/²
- des A3B5 devenir des A8
- des B8 devenir des A8
- les C10 devenir des B10
- et la C10c10 devenir une B10c10 mais pour peu de temps car elle a été modifiée en 1957 en B10 tout en conservant son toit surélevé.

Elles ont sillonné les voies jusqu'aux années 1990. Elles se sont effacées devant l'arrivée des voitures UIC puis des voitures Corail.

### Caractéristiques
- longueur : 23.344 m ou 25.094 m
- bogies : type Y16 E, Y16 I, Y16 S, Y16 LMS, Y20 B, Y20 C, Y20 D, Y20 H, Y20 I, Y20 DM, Y24 Z ou Y26 D2
- vitesse maximale : 140 km/h, puis 160 km/h
- masse : 33 à 36 tonnes selon les séries
- retrait du service en 1998.

### Les DEV AO courtes de la SNCF: du confort au fil des années
Du fait de la construction étalée sur une dizaine d'années, les DEV AO courtes ne présentent pas une apparence homogène au niveau du confort. La SNCF cherche à améliorer ses voitures. En 1948, l’éclairage à tubes fluorescents est installé. Le plancher des voitures est insonorisé à partir de 1952.

## Les DEV AO à l’étranger
Les CFL ont commandé en 1948 et réceptionné en 1951 : 3 voitures DEV de type A3B5 et 7 voitures de type C10. Ces voitures ont été revendues à la SNCF.
La SNCB a fait construire en 1960 40 voitures couchettes, dénommées I3, qui sont directement inspirées des DEV AO B9c9 à châssis court mais pourvues de portes, fenêtres, bogies et extrémités différentes. Elles rouleront jusqu’en 1995.
Des voitures ont également été exportées au Maroc[réf. nécessaire].

## Modélisme

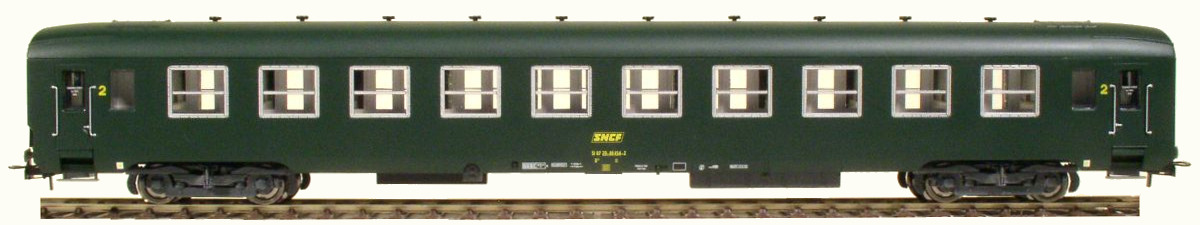
Modèle réduit Jouef d'une B DEV AO longue.

Des modèles réduits des voitures DEV AO sont ou ont été proposés à l'échelle HO par :
- Voitures courtes : HOrnby-acHO, RMA et Lima puis REE Modèles à partir du début d'année 2015. Ces dernières sont reconnues comme superbes[6],[7].
- voitures longues : Lima et Jouef puis Rivarossi